# Maciejówka

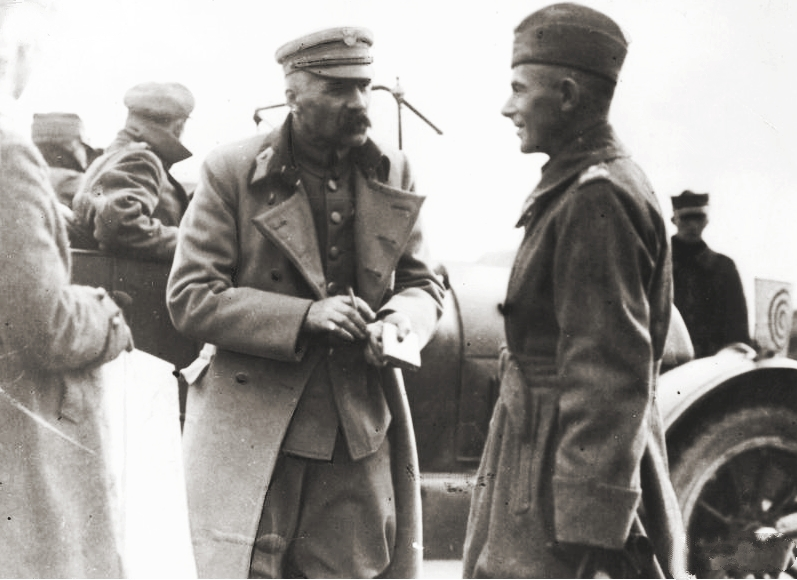
Józef Piłsudski con una maciejówka de las Legiones Polacas.

Maciejówka (literalmente «gorra de Maciej») es un tipo de sombrero popular en la Polonia de finales del siglo XIX y principios del XX. Es una gorra redonda y suave hecha de tela, con una visera corta y endurecida, generalmente de cuero negro o marrón, a menudo adornada con una cuerda o trenza decorativa. Originalmente era parte del atuendo popular tradicional en muchas regiones de Polonia, durante la Primera Guerra Mundial se convirtió en parte del uniforme militar de la Asociación de Fusileros y las Legiones Polacas.
Después de que Polonia recuperó su independencia en 1918, se propuso que las maciejówkas se convirtieran en el sombrero estandarizado del ejército polaco. Sin embargo, se argumentó que la maciejówka se parecía demasiado a las gorras de guarnición alemanas de la Primera Guerra Mundial y finalmente se adoptó la rogatywka en su lugar.